# Acetylierte Stärke
Stärkeacetate sind Derivate der Stärke, die zu den Stärkeestern gehören. Diese modifizierte Stärke wird in der Europäischen Union als Lebensmittelzusatzstoff eingesetzt und trägt die Kennzeichnung E 1420.

## Herstellung
Stärkeacetat wird durch Umsetzung von Stärke mit Essigsäureanhydrid in einer polymeranalogen Reaktion hergestellt. Da bei dieser Reaktion nicht alle Hydroxygruppen reagieren, entstehen Gemische mit unterschiedlich hohem Substitutionsgrad. Auch der Substitutionsgrad der einzelnen Stärkebausteine innerhalb eines Polymers kann unterschiedlich hoch ausfallen.

## Verwendung

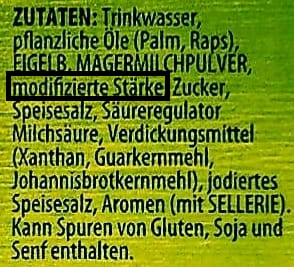
Zutatenliste: Inhaltsstoffangabe von modifizierter Stärke ohne Angabe der E-Nummer

Stärkeacetate dienen als Verdickungsmittel, Stabilisator oder Trägerstoffe. Sie bilden klare und stabile Lösungen und werden zur Stabilisierung von Tiefkühlprodukten und Milcherzeugnissen verwendet. Sie finden außerdem Anwendung bei der Produktion von Saucen, Suppen, Backwaren und Süßwaren wie beispielsweise Desserts. Dabei wird die acetylierte Stärke häufig nur als modifizierte Stärke deklariert.

## Rechtliche Situation
In der Europäischen Union sind die Lebensmittelzusatzstoffe gemäß Anhang II der Verordnung (EG) Nr. 1333/2008 (Stand August 2021) sowie in der Schweiz, gemäß der Zusatzstoffverordnung (ZuV) (Stand: Juli 2020) aufgelistet. Die Verwendung von acetylierter Stärke ist weiterhin zugelassen.

## Gesundheitliche Risiken
Da acetylierte Stärke wie natürliche Stärke verdaut wird, gilt sie als gesundheitlich unbedenklich. Es existiert keine Angabe für die erlaubte Tagesdosis.